# تهمينة ميلاني

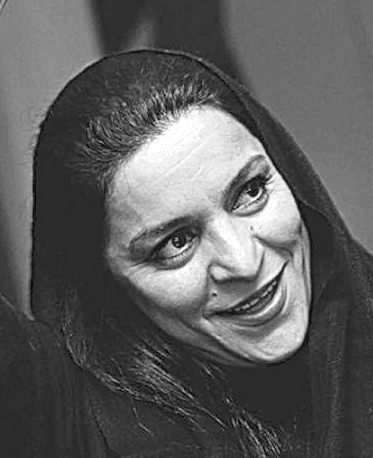
تحمينه ميلاني

تهمينة ميلاني (بالفارسية: تهمینه میلانی) (من مواليد 1 سبتمبر 1960) ناشطة نسوية ومخرجة سينمائية ومنتجة. ولدت ميلاني عام 1960 في تبريز، إيران. هي زوجة الممثل والمنتج الإيراني محمد نيكبين. تشتهر بأسلوبها الفريد في صناعة الأفلام من وجهة نظر أنثوية.

## بدايات المهنة
بعد تخرجها في الهندسة المعمارية من جامعة العلوم والتكنولوجيا في طهران إيران عام 1986، تدربت ككاتبة سيناريو ومديرة مساعدة بعد ورشة عمل على الشاشة عام 1979. بدأت ميلاني حياتها المهنية كمخرج سينمائي مع عمل(أطفال الطلاق) في عام 1989.

## مهنة الإخراج
أنتجت مهنة ميلاني الإخراجية أفلامًا حائزة على جوائز أبرزها مثل:
- امرأتان
- التفاعل الخامس
- المرأة غير المرغوب فيها.[3]

غالبًا ما تركز أفلامها على القضايا الثقافية أو الاجتماعية، بما في ذلك حقوق المرأة والثورة الإيرانية عام 1979. تذكّر ميلاني دائمًا في أعمالها أن أحد أهم القضايا في إيران هو عدم القدرة على التعبير عن الشخصية الحقيقية، وكلاً من الرجال والنساء الإيرانيين يعيشون حياة مزدوجة.

### المرأة في أعمال ميلاني
كانت أفلامها المبكرة تحاكي الخرافات، مثل 1990 The Legend of a Sigh بعد الفشل كمؤلفة؛ يلهمنها النساء اللواتي يعانين من مشاكل كثيرة، ومع ذلك لا يزلن سعيدات، لتنتج بعد عامين عمل ( ماذا فعلت مرة أخرى؟ ) تحدثت ميلاني في العمل عن قصة فتاة صغيرة لديها القدرة على تغيير أسرتها ببساطة عن طريق التحدث إلى نفسها. حارب المراقبون الإيرانيون الفيلم، وأمروها باستبدال البطلة بصبي صغير بدلاً من ذلك. واتهم المحافظون المتشددون ميلاني بتشجيع النساء على التمرد ضد النظام الحالي. تجاهلت الانتقادات، وأصرت على أن الرجال كانوا خائفين فقط من رؤية شغب زوجاتهم بسبب أفلامها. لاحقًا، تبنت ميلاني أسلوبًا أكثر ميلودرامية وركزت أكثر على قضايا النوع الاجتماعي وأصبحت شخصياتها النسائية موضوعًا للقمع والتمييز المكثف

#### ردود الفعل السلبية
اتهمت الحكومة ميلاني بأنها معادية للثورة بسبب قصة فيلمها المعادي للثورة لعام (النصف المخفي)، الذي دار حول طالبة جامعية يسارية ضد ثائرة ضد الشاه محمد رضا شاه بهلوي. كما وجهت انتقادات لقصة الحب الأساسية ضمن الفيلم، لتصويرها لعلاقة الشخصية الرئيسية مع رجل مسن. على الرغم من حصولها على إذن لإنتاج الفيلم من حكومة خاتمي الإصلاحية، فقد سُجنت في عام 2001. مما سبب رد فعل عنيف من العديد من المخرجين المشهورين عالميًا، بما في ذلك فرانسيس فورد كوبولا ومارتن سكورسيزي ، فقامت الحكومة بإطلاق سراحها بعد أسبوعين من تاريخه، لكن التهم الرسمية لم تسقط أبدًا.

## أعمالها السينمائية كمخرجة
- أطفال الطلاق، 1989
- أسطورة التنهيدة 1991
- ما الجديد؟، 1992
- كاكادو، 1996
- امرأتان (دو زان)، 1999
- النصف المخفي، 2001
- رد الفعل الخامس، 2003
- المرأة غير المرغوب فيها(زان الزيادي)، 2005
- وقف إطلاق النار (اتاش باس) 2006
- تصفية الحسابات، 2007 [5]
- سوبر ستار، 2008
- يكي عز ما دو نفر (واحد من اثنين) 2011
- مالي، 2018

## روابط خارجية
- تهمينة ميلاني على موقع IMDb (الإنجليزية)
- تهمينة ميلاني على موقع ألو سيني (الفرنسية)
- تهمينة ميلاني على موقع أول موفي (الإنجليزية)
- تهمينة ميلاني على موقع قاعدة بيانات الفيلم (الإنجليزية)
- تهمينة ميلاني على موقع كينوبويسك (الروسية)